# آنابلا لوین
آنابلا لوین (به انگلیسی: Annabella Lwin) (زاده ۳۱ اکتبر ۱۹۶۶) خواننده و ترانه‌سرا برمه‌ای‌تبار اهل انگلستان است.

## دوران اولیه زندگی، خانواده و تحصیل
لوین در یانگون، میانمار از پدری میانماری و مادری انگلیسی به دنیا آمد.

## موسیقی
- حیوان خانگی کاست شما (۱۹۸۰)
- ملکه نوجوان (۱۹۸۲)
- من آب نبات می‌خواهم (۱۹۸۲)
- ضبط‌های اصلی (۱۹۸۲)
- وقتی رفتن سخت می‌شود، سخت پیش می‌رود (۱۹۸۳)
- برو وحشی، بهترین (۱۹۹۳)
- آفرودیزیک. . . بهترین (۱۹۹۶)
- وحشی در ایالات متحده
- من آب نبات می‌خواهم - گلچین
- ما دهه ۸۰ هستیم
- من آب نبات می‌خواهم (۲۰۰۷)
- عشق، صلح و هارمونی (۲۰۰۸)
- جلسه جان پیل (۲۰ اکتبر ۱۹۸۰) (۲۰۱۱)
- حیوان خانگی شما باکس ست (The Complete Recordings 1980–1984) (2018)

### انفرادی
- تب (۱۹۸۶)
- سوپر بوم!! (۲۰۱۲)
- درخت بید (۲۰۱۶)